# Rhacophorus robinsonii
Rhacophorus robinsonii es una especie de rana que habita en Malasia y Tailandia.
Esta especie está en peligro de extinción por la pérdida de su hábitat natural.